# Sander Arends
Sander Arends, né le 9 août 1991 à Leeuwarden, est un joueur de tennis néerlandais, professionnel depuis 2013.

## Carrière
Après trois années à fréquenter les tournois ITF sans parvenir à dépasser le 1000e rang mondial, Sander Arends joue exclusivement en double depuis 2016. Il a remporté 31 titres sur le circuit Challenger : 1 en 2015, 3 en 2016, 5 en 2017, 2 en 2018, 5 en 2019, 2 en 2020, 3 en 2022, 2 en 2023, 7 en 2024 et 1 en 2025. Dix de ses titres ont été acquis avec son compatriote David Pel.
Sur le circuit ATP, après avoir atteint trois finales, il remporte son premier titre en 2021 à Båstad avec David Pel. En 2025, il s'adjuge l'ATP 500 de Barcelone.

## Palmarès

### Titres en double messieurs
| No | Date       | Nom et lieu du tournoi                        | Catégorie | Dotation    | Surface      | Partenaire   | Finalistes                            | Score             |          |
| -- | ---------- | --------------------------------------------- | --------- | ----------- | ------------ | ------------ | ------------------------------------- | ----------------- | -------- |
| 1  | 12-07-2021 | Nordea Open Båstad                            | ATP 250   | 419 470 €   | Terre (ext.) | David Pel    | Andre Begemann Albano Olivetti        | 6-4, 6-2          | Parcours |
| 2  | 04-11-2024 | Moselle Open Metz                             | ATP 250   | 579 320 €   | Dur (int.)   | Luke Johnson | Pierre-Hugues Herbert Albano Olivetti | 6-4, 3-6, [10-3]  | Parcours |
| 3  | 30-12-2024 | Bank of China Hong Kong Tennis Open Hong Kong | ATP 250   | 680 140 $   | Dur (int.)   | Luke Johnson | Karen Khachanov Andrey Rublev         | 7-5, 4-6, [10-7]  | Parcours |
| 4  | 14-04-2025 | Barcelona Open Banc Sabadell Barcelone        | ATP 500   | 2 889 200 € | Terre (ext.) | Luke Johnson | Joe Salisbury Neal Skupski            | 6-3, 61-7, [10-6] | Parcours |

### Finales en double messieurs
| No | Date       | Nom et lieu du tournoi        | Catégorie | Dotation  | Surface      | Vainqueurs                          | Partenaire       | Score             |          |
| -- | ---------- | ----------------------------- | --------- | --------- | ------------ | ----------------------------------- | ---------------- | ----------------- | -------- |
| 1  | 17-07-2017 | SkiStar Swedish Open Båstad   | ATP 250   | 482 060 € | Terre (ext.) | Julian Knowle Philipp Petzschner    | Matwé Middelkoop | 6-2, 3-6, [10-7]  | Parcours |
| 2  | 24-06-2018 | Turkish Airlines Open Antalya | ATP 250   | 426 145 € | Gazon (ext.) | Marcelo Demoliner Santiago González | Matwé Middelkoop | 7-5, 66-7, [10-8] | Parcours |
| 3  | 08-03-2021 | Open 13 Provence Marseille    | ATP 250   | 610 315 € | Dur (int.)   | Lloyd Glasspool Harri Heliövaara    | David Pel        | 7-5, 7-64         | Parcours |

## Parcours dans les tournois duGrand Chelem

### En double
| Année | Open d'Australie                                                                         | Open d'Australie | Internationaux de France                                                               | Internationaux de France                                                           | Wimbledon                                                                                  | Wimbledon | US Open | US Open |
| ----- | ---------------------------------------------------------------------------------------- | ---------------- | -------------------------------------------------------------------------------------- | ---------------------------------------------------------------------------------- | ------------------------------------------------------------------------------------------ | --------- | ------- | ------- |
| 2017  | —                                                                                        | —                | —                                                                                      | —                                                                                  | 1er tour (1/32) Peng Hsien-yin \|\| style="text-align:left;" \| J. Brunström A. Siljeström | —         | —       |         |
| 2018  | —                                                                                        | —                | 1er tour (1/32) A. Shamasdin \|\| style="text-align:left;" \| Oliver Marach Mate Pavić | 2e tour (1/16) M. Middelkoop \|\| style="text-align:left;" \| Mike Bryan Jack Sock | 1er tour (1/32) A. Šančić \|\| style="text-align:left;" \| J.-J. Rojer Horia Tecău         |           |         |         |
| 2019  | —                                                                                        | —                | —                                                                                      | —                                                                                  | 1er tour (1/32) M. Middelkoop \|\| style="text-align:left;" \| M. Pavić B. Soares          | —         | —       |         |
| 2020  | 1er tour (1/32) R. Berankis \|\| style="text-align:left;" \| J. Melzer É. Roger-Vasselin | —                | —                                                                                      | Annulé                                                                             | Annulé                                                                                     | —         | —       |         |
| 2021  | —                                                                                        | —                | —                                                                                      | —                                                                                  | 2e tour (1/16) M. Middelkoop \|\| style="text-align:left;" \| Ł. Kubot M. Melo             | —         | —       |         |
| 2022  | —                                                                                        | —                | 1er tour (1/32) S. Walków \|\| style="text-align:left;" \| J. O'Mara J. Withrow        | 1er tour (1/32) Q. Halys \|\| style="text-align:left;" \| R. Albot N. Basilashvili | —                                                                                          | —         |         |         |
|       |                                                                                          |                  |                                                                                        |                                                                                    |                                                                                            |           |         |         |
| 2024  | —                                                                                        | —                | 1er tour (1/32) M. Middelkoop \|\| style="text-align:left;" \| W. Koolhof N. Mektić    | 1er tour (1/32) R. Haase \|\| style="text-align:left;" \| R. Bopanna M. Ebden      | 1er tour (1/32) R. Haase \|\| style="text-align:left;" \| R. Bopanna M. Ebden              |           |         |         |
| 2025  | 2e tour (1/16) L. Johnson \|\| style="text-align:left;" \| S. Doumbia F. Reboul          | —                | —                                                                                      | 1er tour (1/16) D. Schuurs \|\| style="text-align:left;" \| E. Silva J. Paris      | —                                                                                          | —         |         |         |

N.B. : le nom du partenaire se trouve sous le résultat ; les noms des ultimes adversaires se trouvent à droite.